# غلامرضا سرکوب
غلامرضا سرکوب (۱۳۱۰ – ۲۷ بهمن ۱۳۹۹) بازیگر و کارگردان سینمای ایران بود.
او در فیلم قیصر به کارگردانی مسعود کیمیایی در نقش رحيم آب منگل بازی کرد.

## زندگی هنری
وی فعالیت هنری را سال ۱۳۲۸ با بازی در تئاتر «سپاهان اصفهان» آغاز کرد. از نمایش نامه‌های اشراف‌زادهٔ قاتل، حقه‌های شبانه، زندگی قصهٔ تلخی است، هتل سه‌ستاره، جنایت یزید، و دزد ناشی اشاره کرد.
او سینمای حرفه‌ای را در سال ۱۳۳۶ با بازی در فیلم شب‌نشینی در جهنم به کارگردانی موشق سروری تجربه کرد.
در سال ۱۳۵۹ به انگلستان مهاجرت کرد. وی همسر سیمین سرکوب (دوبلور) بود. غلامرضا سرکوب  پس ورود به لندن کارگردانی برنامه واریته آخوندی که با تهیه کنندگی و بازی  رضا فاضلی و منوچهروثوق دراین برنامه همراه بود برعهده داشت.

## فیلم‌شناسی

### کارگردان
- خان نایب (۱۳۵۶)
- غریب (۱۳۵۲)

### بازیگر
- پنجمین سوار سرنوشت (۱۳۵۹)
- برهوت (۱۳۵۷) (نمایش داده نشد)
- سیاه‌بخت (۱۳۵۵)
- اسلحه (۱۳۵۴)
- نیزار (۱۳۵۴)
- نبرد عقاب‌ها (۱۳۵۳)
- خیالاتی (۱۳۵۲)
- غریب (۱۳۵۲)
- قربون زن ایرونی (۱۳۵۲)
- گریز از مرگ (۱۳۵۲)
- نعمت نفتی (۱۳۵۲)
- هفت دلاور (۱۳۵۲)
- هلوی پوست‌کنده (۱۳۵۲)
- احمد چوپان (۱۳۵۱)
- جدال در کویر (۱۳۵۱)
- دشنه (۱۳۵۱)
- شیربها (۱۳۵۱)
- علی سورچی (۱۳۵۱)
- فرار از زندگی (۱۳۵۱)
- قایقرانان (۱۳۵۱)
- کافر (۱۳۵۱)
- نانجیب (۱۳۵۱)
- بابا شمل (۱۳۵۰)
- درختان ایستاده می‌میرند (۱۳۵۰)
- سه تا جاهل (۱۳۵۰)
- شب عروسی (۱۳۵۰)
- معرکه (۱۳۵۰)
- نوبر اصفهان (۱۳۵۰)
- قصاص (۱۳۵۰)
- آدم و حوا (۱۳۴۹)
- رقاصهٔ شهر (۱۳۴۹)
- شب اعلام (۱۳۴۹)
- طوقی (۱۳۴۹)
- علی بی‌غم (۱۳۴۹)
- قهرمانان نمی‌میرند (۱۳۴۹)
- مرید حق (۱۳۴۹)
- نامادری (۱۳۴۹)
- قیصر (۱۳۴۸)
- مالک دوزخ (۱۳۴۸)
- پلی به‌سوی بهشت (۱۳۴۷)
- چاکر شما کوچولو (۱۳۴۷)
- سکهٔ دورو (۱۳۴۷)
- شعله‌های خشم (۱۳۴۷)
- قمارباز (۱۳۴۷)
- دنیای پرامید (۱۳۴۷)
- فراری (۱۳۴۶)
- هارون و قارون (۱۳۴۶)
- یکه‌بزن (۱۳۴۶)
- جهان پهلوان (۱۳۴۵)
- گردن‌کلفت (۱۳۴۳)
- اشک‌ها و خنده‌ها (۱۳۴۲)
- لاشخورها (۱۳۴۲)

### تهیه‌کننده
- سرخپوست‌ها (۱۳۵۷)
- خان نایب (۱۳۵۶)
- غریب (۱۳۵۲)
- جدال در کویر (۱۳۵۱)